# WPMY
WPMY는 미국 MyNetworkTV 소속의 지역방송이다. 펜실베이니아주 피츠버그를 관할로 한다.

## 연혁
1978년 10월 26일 WPTT-TV라는 이름으로 설립되었다. 1978년 WPGH라는 이름으로 바뀌었고, 1995년 UPN에 가입했고, 1998년 The UB로 계열이 바뀌었다. 2006년 MyNetworkTV 소속이 되어 현재에 이른다.